# Ley de beneficios inversos

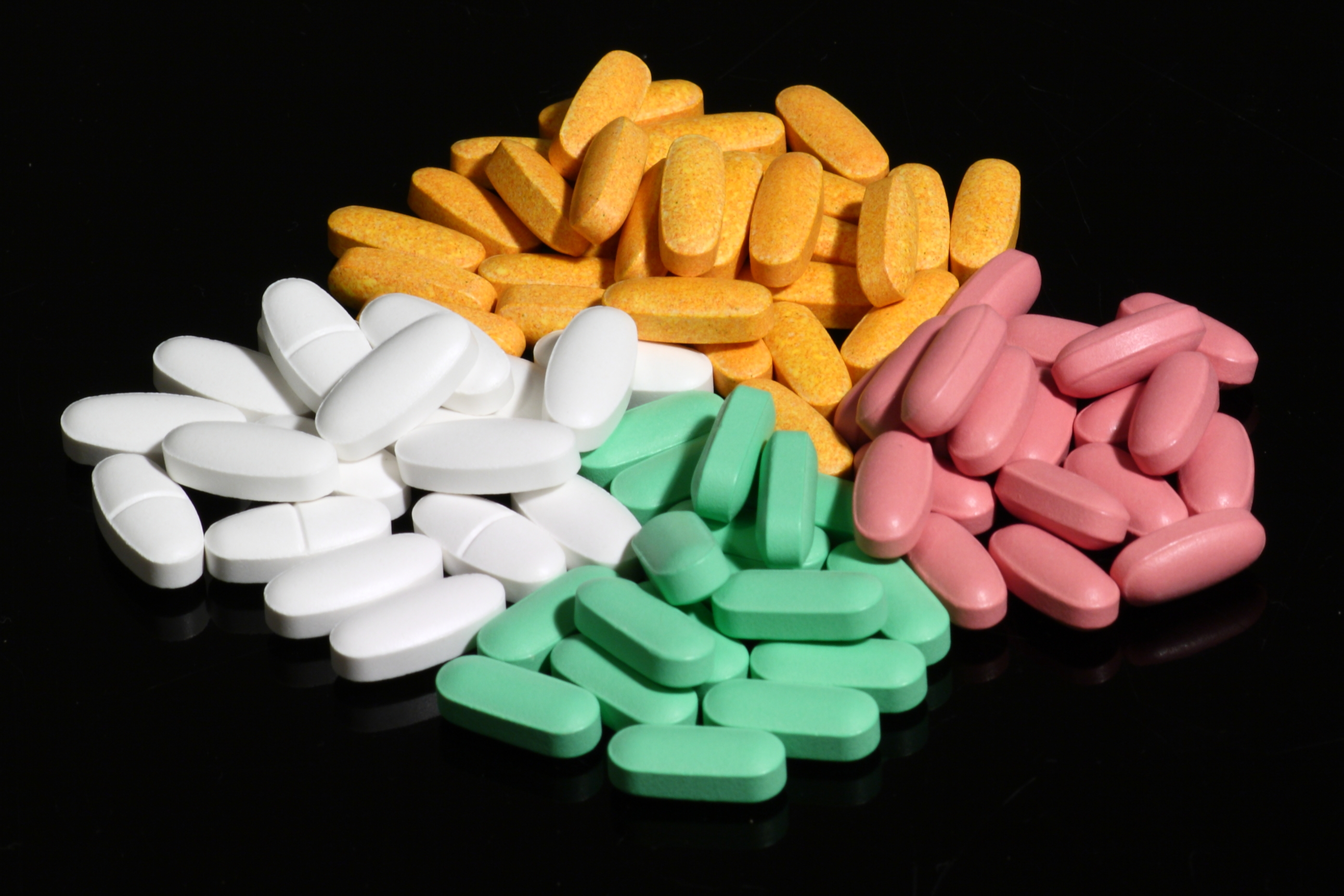
Marketing farmacéutico.

La ley de beneficios inversos dice que la relación entre beneficios y daños de un nuevo medicamento tiende a ser inverso al esfuerzo comercial del marketing para promover la introducción de dicho medicamento. Es decir, a menos calidad requiere más propaganda; o, a menor seguridad para el paciente, más propaganda para el medicamento. 
La ley de beneficios inversos, enunciada por dos estadounidenses Howard Brodly y Donald Light, pone de relieve la necesidad de una investigación comparada de la efectividad y de otras reformas, para mejorar la prescripción basada en pruebas.

## Situación
La ley se manifiesta a través de seis estrategias básicas de marketing: 
- la reducción de los umbrales para el diagnóstico de la enfermedad,
- basarse en criterios indirectos de valoración,
- exagerar afirmaciones de seguridad,
- exagerar las pretensiones de eficacia,
- la creación de nuevas enfermedades,
- fomentar usos no aprobados.

## Consecuencias
Se debe tener en cuenta el grave daño que pueden hacer los nuevos medicamentos, muchas veces inesperados. Por ello en Worst Pill, Best Pill recomiendan dejar pasar diez años antes de prescribir los nuevos fármacos, salvo que sean novedades "salvadoras". 
Las agencias de medicamentos, los comités de ética, y las organizaciones de seguridad para los pacientes se deben plantear:
- El análisis en profundidad de los estudios farmacoterapéuticos previos, para descubrir los ensayos clínicos que no permiten prever gravísimos efectos adversos.[4]
- El intenso marketing para promover el uso de medicamentos con peor relación beneficio-daño.[5]
- Tener en cuenta que el mercado podría ser una fuerza contra el mejor uso de los medicamentos.[6]

## Véase también

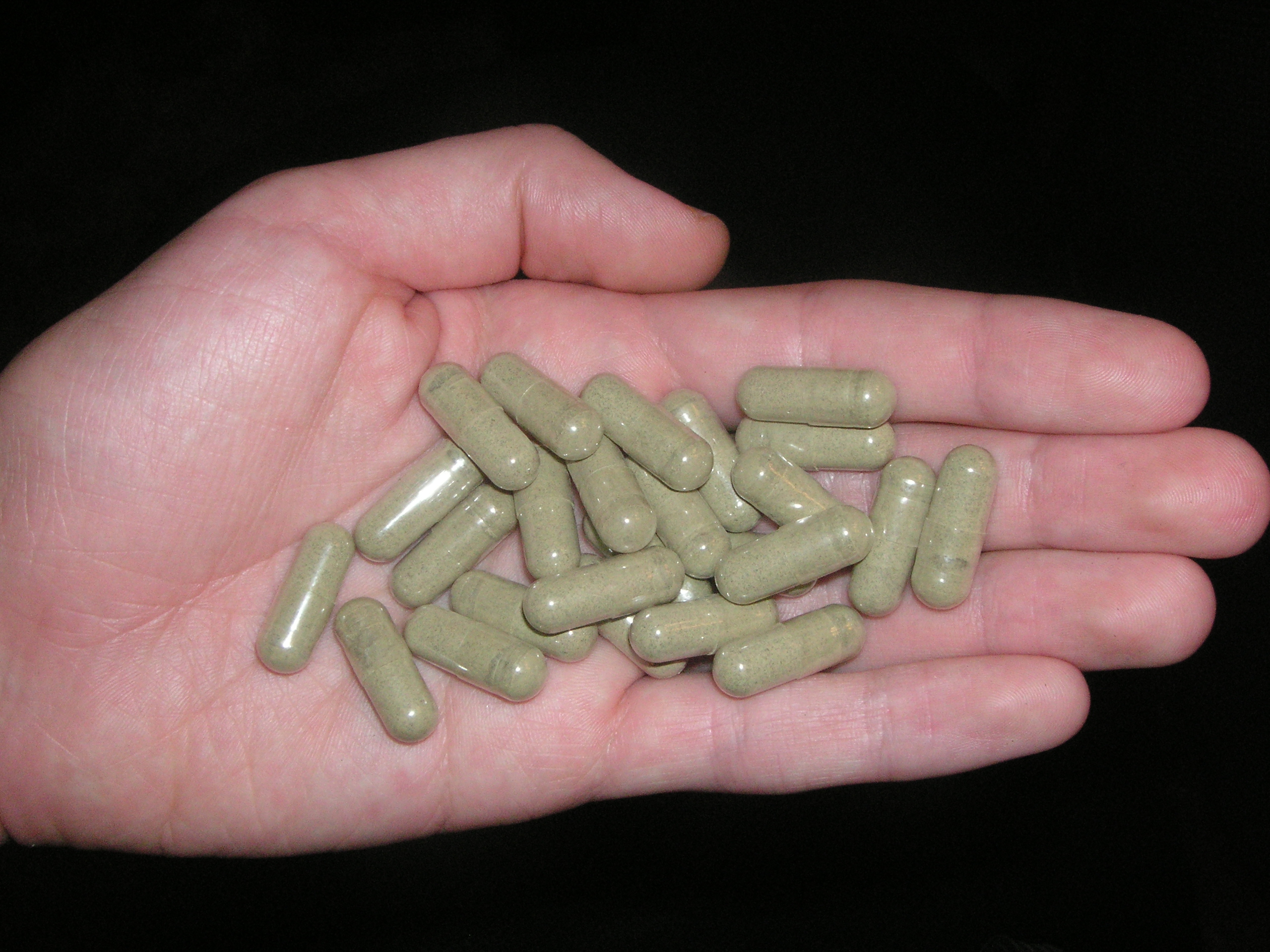
Relación beneficio-daño